# Premi FAD
Els Premis FAD d'Arquitectura i Interiorisme, coneguts usualment com a Premis FAD, els concedeix l'associació ArquinFAD del Foment de les Arts i del Disseny (FAD) el mes de juny i van dirigits a distingir persones, entitats o institucions que hagin presentat, abans del dia 1 de febrer, obres acabades durant l'any anterior a la península Ibèrica i a les Illes Balears i Illes Canàries. Foren establerts l'any 1958 per l'arquitecte Oriol Bohigas, amb l'objectiu d'impulsar els corrents d'avantguarda i reconèixer la qualitat dels nous camins i investigacions aleshores oberts respecte als llenguatges tradicionals.

## Categories
Des de l'any 2006 són susceptibles d'ésser guardonades cinc famílies o grups d'obres:
- Arquitectura
- Interiorisme
- Ciutat i paisatge
- Intervencions efímeres
- Pensament i crítica

## Història
Els Premis FAD es crearen amb la idea de recuperar els concursos d'edificis i establiments que havia convocat l'Ajuntament de Barcelona entre el 1899 i el 1912, en una primera època, coincident amb l'auge del modernisme i amb la configuració definitiva de la ciutat després de l'enderroc de les muralles, i, en una segona època, entre el 1913 i el 1930, coincidint amb l'eclosió del noucentisme.

## Guardonats

### Categoria Arquitectura
| Any  | Premiat                                                                      | Obra                                                               | Localització                                          |
| ---- | ---------------------------------------------------------------------------- | ------------------------------------------------------------------ | ----------------------------------------------------- |
| 1958 | G. Giráldez & P. López Iñigo & X. Subias                                     | Facultat de dret                                                   |                                                       |
| 1959 | Oriol Bohigas & Josep Martorell                                              | Illa Pallars                                                       |                                                       |
| 1960 | José Antonio Coderch                                                         | Edifici Joan Sebastià Bach                                         |                                                       |
| 1961 | Francesc Bassó & Joaquim Gili                                                | Seu de l'Editorial Gustavo Gili                                    |                                                       |
| 1962 | Oriol Bohigas & Josep Martorell                                              | Illa Escorial                                                      |                                                       |
| 1963 | Antoni Bonet i Castellana                                                    | Canòdrom Meridiana                                                 |                                                       |
| 1964 | Ricardo Bofill                                                               | Edifici Nicaragua                                                  |                                                       |
| 1965 | Josep Maria Sostres                                                          | El Noticiero Universal                                             |                                                       |
| 1966 | J. Martorell & O. Bohigas & D. Mackay                                        | Edifici Borrell                                                    |                                                       |
| 1967 | Lluís Cantallops & Jaume Rodrigo                                             | Residència Mare Güell                                              |                                                       |
| 1968 | Pere Llimona & Xavier Ruiz                                                   | Edifici Via Augusta                                                |                                                       |
| 1969 | Jaume Sanmarti i Verdaguer                                                   | Ampliació Clínica Corachán                                         |                                                       |
| 1970 | no concedit                                                                  | -                                                                  | -                                                     |
| 1971 | Federico Correa & Alfons Milà                                                | Edifici Atalaya                                                    |                                                       |
| 1972 | Pep Alemany & Enric Poblet                                                   | Quiosc de diaris a la Rambla                                       |                                                       |
| 1973 | José Antonio Coderch                                                         | Edificis Banco Urquijo                                             |                                                       |
| 1974 | Josep Lluís Sert                                                             | Les Escales Park                                                   |                                                       |
| 1975 | Esteve Bonell                                                                | Edificio Frègoli                                                   |                                                       |
| 1976 | S. Godia & J. Urgell & J. Laviña & P. Aixas                                  | Edifici Mañé i Flaquer                                             |                                                       |
| 1977 | no concedit                                                                  | -                                                                  | -                                                     |
| 1978 | Lluís Clotet & Òscar Tusquets                                                | Chalet de Gloria Rognoni                                           |                                                       |
| 1979 | Lluís Clotet & Òscar Tusquets                                                | Restaurant La Balsa                                                |                                                       |
| 1979 | J. Martorell & O. Bohigas & D. Mackay                                        | Edifici Riera la Salut                                             |                                                       |
| 1980 | J. Bosch & J. Tarrús & S. Vives                                              | Centre La Farigola                                                 |                                                       |
| 1981 | Josep Benedito Rovira & A. Mateos & R. Valls                                 | Can Calvet                                                         |                                                       |
| 1982 | E. Compta & C. Arañó & P. Mora                                               | Inst. Esportiva Antic Escorxador                                   |                                                       |
| 1983 | Albert Viaplana i Helio Piñón                                                | Plaça dels Països Catalans                                         |                                                       |
| 1984 | Esteve Bonell & Francesc Rius                                                | Velòdrom d'Horta                                                   | Barcelona                                             |
| 1985 | José Antonio Coderch                                                         | Ampliació Escola Tècnica Superior d'Arquitectura de Barcelona      | Barcelona                                             |
| 1986 | José Antonio Martínez Lapeña i Elías Torres                                  | Jardins de Vil·la Cecília                                          |                                                       |
| 1987 | Jordi Garcés & Enric Soria                                                   | Centre Móra la Nova i Casa Hidalgo                                 | Alella, Barcelona                                     |
| 1988 | José Antonio Martínez Lapeña i Elías Torres                                  | Hospital Comarcal de Móra d'Ebre -Públic-                          | Móra d'Ebre                                           |
| 1988 | Jaume Bach & Gabriel Mora                                                    | Caves Raventós, Sant Sadurní d'Anoia -Privat-                      | Sant Sadurní d'Anoia                                  |
| 1988 | Lluís Clotet i Ignacio Paricio                                               | Nau Simon, Canovelles -Privat-                                     |                                                       |
| 1989 | Lluís Clotet & Ignacio Paricio                                               | Banc d'Espanya, Girona -Públic-                                    |                                                       |
| 1989 | Jordi Garcés & Enric Sòria i Badia                                           | Casa Salgot, Sant Feliu de Guixols -Privat-                        |                                                       |
| 1989 | Tonet Sunyer                                                                 | Habitatge Cavallers -Privat                                        |                                                       |
| 1990 | Arata Isozaki                                                                | Palau Sant Jordi, Barcelona -Públic-                               |                                                       |
| 1990 | Ricard Balcells                                                              | Pavellons Centre d'Alt Rendiment, Sant Cugat del Vallès -Públic-   |                                                       |
| 1990 | J. Forgas & T. Gimeno & J. Pascual                                           | Nau Industrial, Riudellots -Privat-                                |                                                       |
| 1991 | Jordi Garcés & Enric Soria                                                   | Palau Vall Hebron -Públic-                                         |                                                       |
| 1991 | Enric Miralles i Carme Pinós                                                 | Cementeri d'Igualada -Públic-                                      | Igualada                                              |
| 1991 | Francesc Rius                                                                | Casa Rius-Fina, Bolvir -Privat-                                    |                                                       |
| 1992 | Norman Robert Foster                                                         | Torre de Collserola -Públic-                                       |                                                       |
| 1992 | José Antonio Martínez Lapeña i Elías Torres                                  | Habitatges Vila Olímpica -Privat-                                  |                                                       |
| 1993 | Albert Viaplana i Helio Piñón                                                | Centre de Cultura Contemporània de Barcelona (CCCB)                | Barcelona                                             |
| 1994 | Manuel Brullet i Tenas i Alfonso de Luna                                     | Institut a Vilassar de Mar                                         | Vilassar de Mar, Barcelona                            |
| 1994 | Rafael Moneo i Manuel de Solà-Morales                                        | L'Illa Diagonal                                                    | Barcelona                                             |
| 1995 | no concedit                                                                  | -                                                                  | -                                                     |
| 1996 | Josep Llinàs                                                                 | Restauració Teatre Metropol                                        | Tarragona                                             |
| 1997 | Manuel Ruisánchez & Xavier Vendrell                                          | Escola Riumar                                                      | Deltebre, Tarragona                                   |
| 1998 | Lluís Jubert & Eugenia Santacana                                             | Casa Jordi Cantarell, Púbol                                        |                                                       |
| 1999 | João Luis Carrilho da Graça                                                  | Pavelló del Coneixement                                            | Expo '98, Lisboa                                      |
| 2000 | Rafael Moneo                                                                 | Kursaal                                                            | Sant Sebastià                                         |
| 2001 | Luis Moreno Mansilla i Emilio Tuñón                                          | Museo de Belles Arts de Castelló                                   | Castelló de la Plana                                  |
| 2002 | José Miguel Roldán Andrade & Mercè Berenguer                                 | Cases M-M                                                          | Cerdanyola del Vallès                                 |
| 2003 | Arturo Freddiani                                                             | Casa Garriga Poch                                                  | Lles de Cerdanya, Lleida                              |
| 2004 | Enric Miralles i Benedetta Tagliabue                                         | Aules Campus Universitari de Vigo                                  | Vigo                                                  |
| 2004 | (ex aequo) Francisco Mangado                                                 | Palau de Congressos i Auditori de Navarra (Baluarte)               | Pamplona                                              |
| 2004 | (ex aequo) Carlos Ferrater, José María Valero amb Félix Arranz i Elena Mateu | Estació Intermodal "Zaragoza Delicias"                             | Saragossa                                             |
| 2004 | (menció especial) Ignacio Quemada Sáenz-Badillos                             | Bodegas Juan Alcorta                                               | Logronyo                                              |
| 2005 | Eduardo Souto de Moura                                                       | Monte Crasto, Parque Norte, Braga                                  |                                                       |
| 2006 | Josep Llinàs                                                                 | Biblioteca Jaume Fuster                                            | Barcelona                                             |
| 2007 | Ignacio Laguillo i Harald Schonegger                                         | Jutjats d'Antequera                                                | Antequera, Màlaga                                     |
| 2008 | Emiliano López & Mónica Rivera                                               | Edifici HPO de Barcelona                                           | Barcelona                                             |
| 2009 | João Maria Trindade                                                          | EBG - Estación Biológica del Garducho                              | Herdade dos Guizos, Granja Amarella, Mourao, Portugal |
| 2010 | Francisco Leiva Ivorra (Grupo Aranea)                                        | IES Rafal                                                          | Rafal, Alacant                                        |
| 2010 | (mención del jurado) José María Sánchez                                      | Centro de tecnificación de actividades físico-deportivas y de ocio | Embalse de Gabriel y Galán, Granadilla, Càceres       |
| 2011 | Luis Mansilla i Emilio Tuñón                                                 | Hotel Atrio                                                        | Càceres                                               |
| 2011 | Ricardo Bak Gordon                                                           | Casas en Santa Isabel                                              | Lisboa                                                |
| 2012 | Iñaki Carnicero, Alejandro Virseda i Ignacio Vila                            | Centro Cultural Matadero                                           | Madrid                                                |
| 2013 | Toni Gironés                                                                 | Espai del Túmul                                                    | Seró                                                  |
| 2013 | Pedro Domingos                                                               | Escola Básica                                                      | Sever do Vouga                                        |
| 2014 | João Pedro Falcão de Campos                                                  | Percurso Pedonal Assistido                                         | Lisboa                                                |
| 2015 | Elisabet Capdeferro i Ramón Bosch                                            | Casa Bastida                                                       | Begur                                                 |
| 2015 | Pedro Campos Costa                                                           | Ozadi Hotel                                                        | Tavira                                                |
| 2016 | Francisco Vieira de Campos, Cristina Guedes i João Mendes Ribeiro            | Arquipélago Contemporary Arts Centre                               | Açores                                                |
| 2017 | Luis Mansilla i Emilio Tuñón                                                 | Museo de las Colecciones Reales                                    | Madrid                                                |

### categoria Interiorisme
| Any  | Premiat                                                                  | Obra                                                                                                  | Localització                         |
| ---- | ------------------------------------------------------------------------ | --- | ------------------------------------ |
| 2004 | João Mendes Ribeiro (arquitecto)                                         | Pátio da Inquisiçao e centro de artes visuais. Reconversâo da ala poente do antiguo colégio das artes | Coïmbra, Portugal                    |
| 2008 | Vaillo & Irigaray + Galar (arquitectes)                                  | Joyería D                                                                                             | Calle Francisco Bergamin 7, Pamplona |
| 2009 | Francesc Rifé (interiorista i dissenyador industrial)                    | Gastromium                                                                                            | Calle Ramón Carande, 12, Sevilla     |
| 2010 | Merche Alcalá García (interiorista) Marion Dönneweg (diseñadora gráfica) | I+DRINK                                                                                               | Calle Campoamor, 27, Oviedo          |

### categoria Ciutat i Paisatge(anteriorment Espais Exteriors)
| Any  | Premiat | Obra                                                                          | Localització                         |
| ---- | --- | ----------------------------------------------------------------------------- | ------------------------------------ |
| 2004 | Rafael Aranda, Carme Pigem i Ramon Vilalta, RCR Arquitectes                                                    | Bassa i exteriors a la vila de Trinxeria                                      | La Vila, Vall de Bianya, La Garrotxa |
| 2009 | Margarita Jover, Iñaki Alday (Alday Jover Arquitectos), Christine Dalnoky (paisatgista) (L'Atelier de Paysage) | Parque del agua (al costat de l'Exposició Internacional de Saragossa de 2008) | Meandro de Ranillas, Saragossa       |
| 2010 | Carlos Ferrater, Xavier Martí (OAB) (arquitectes)                                                              | Passeig marítim de la platja de Ponent                                        | Benidorm                             |

### categoria Intervencions efímeres
| Any  | Premiat | Obra                                                 | Localització                                                |
| ---- | --- | ---------------------------------------------------- | ----------------------------------------------------------- |
| 2004 | Julia Schultz - Dornburg (arquitecta) Francesc Llorca (artista)                                                  | La Bossassona                                        | Barna Centre, Barcelona                                     |
| 2009 | Daniel Freixes i Melero, Eulalia González Masclans, Vicenç Bou Bosch, Vicente Miranda Blanco (Varis arquitectes) | Atracció Miramiralls, Parc d'atraccions del Tibidabo | Parc d'Atraccions del Tibidabo, Barcelona                   |
| 2010 | Francisco Aires Mateus, Manuel Aires Mateus (arquitectes)                                                        | Exposição Weltliteratur                              | Fundação Calouste Gulbenkian, Avenida de Berna, 45A, Lisboa |
| 2016 | Alfredo Lérida, María Charneco, Guillermo López, Anna Puigjaner (arquitectes)                                    | Exposició Espècies d'Espais MACBA                    | MACBA, Barcelona                                            |

### Premis FAD Honorífics
| Any  | Premiat       | Obra | Localització |
| ---- | ------------- | --- | ------------ |
| 1996 | Robert Brufau | per la seva contribució al desenvolupament de la moderna arquitectura catalana (és la primera vegada que es concedeix a una persona per la seva trajectòria professional | Barcelona    |